# バレエ・メカニック
『バレエ・メカニック』（Ballet Mécanique）は、1924年にフェルナン・レジェによって製作された、実験映画。『バレエ・メカニック』の「機械が踊る」というコンセプトは、坂本龍一のアルバム『未来派野郎』、とりわけ収録曲「Ballet mecanique」に影響を与えた。

## 製作
撮影はマン・レイ、音楽をジョージ・アンタイルが担当した。